# Табель поста

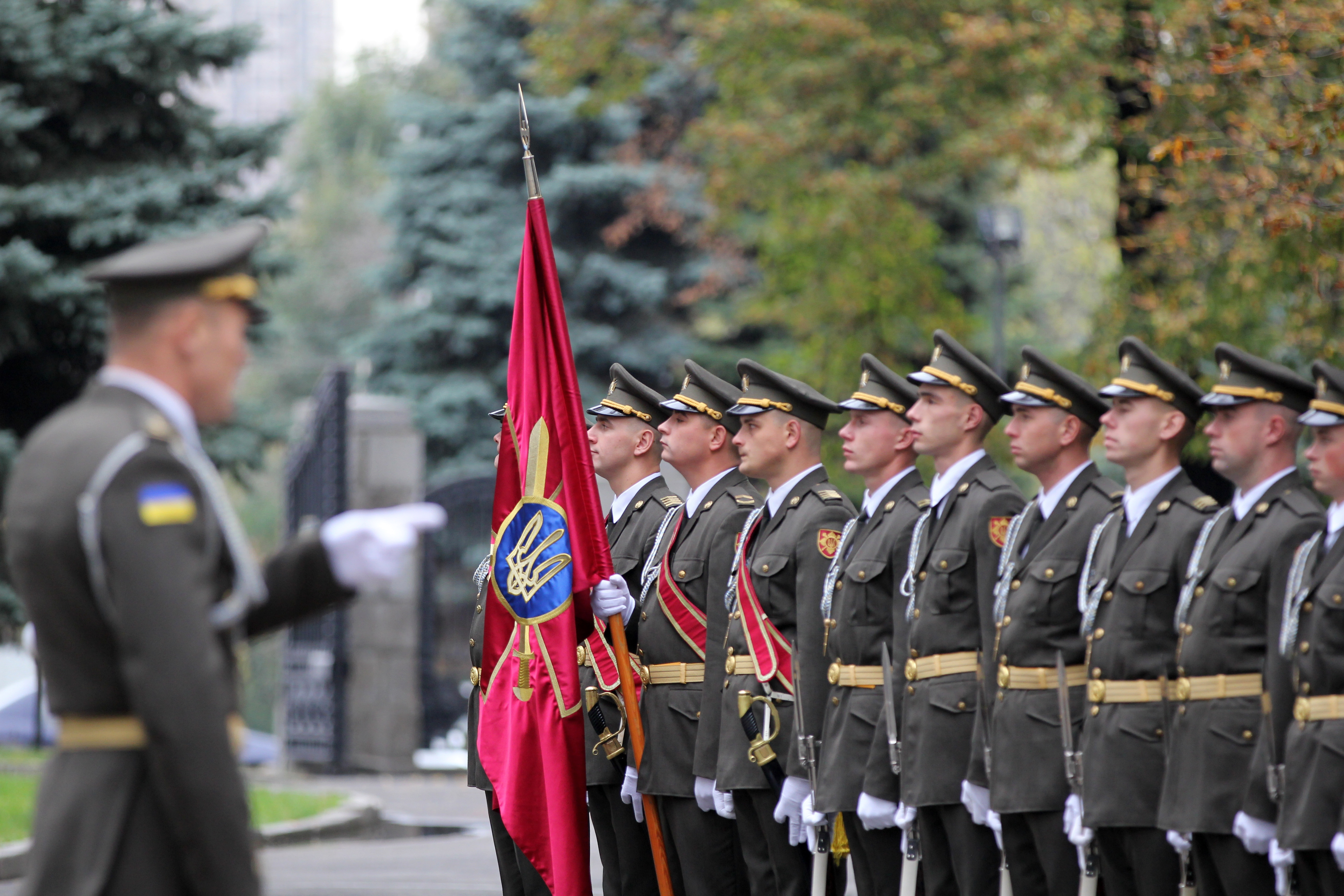
Воїни роти Почесної варти Міністерства оборони України, 11 жовтня 2016

Та́бель поста́ — службовий документ військової варти, поліції охорони тощо, який визначає особливості охорони поста (маршруту) та їхньої оборони з урахуванням конкретних умов несення служби. 
Порядок складання та використання табелів постів визначений у Статутах Збройних Сил України, наказах Міністра внутрішніх справ України, інших керівних документах відповідних охоронних служб і організацій.
Табель поста розробляється для кожного окремого поста та зберігається в начальника варти. Табель поста військової варти визначає:
- склад варти й кількість постів — із трьома й двома змінами чатових; обладнаних технічними  засобами  охорони  та спостереження (без чатових); постів вартових собак;[2]
- номери розвідних та їх постів;
- номери постів і того, що перебуває під охороною — перелічують також назви об'єктів і зазначають, якими печатками вони запечатані, й кількість печаток (пломб); якщо є пост біля Бойового Прапора, то зазначають, які державні нагороди є на Бойовому Прапорі, та їх кількість;
- особливі обов'язки чатових — окремі обов'язки щодо умов охорони та оборони кожного поста; порядок застосування зброї й дії чатового під час нападу, пожежі, стихійного лиха; особливості несення служби вдень і вночі; порядок зв'язку з вартовим приміщенням та контрольно-охоронною групою.

Табель поста в поліції охорони — це документ, що розробляється на кожний окремий пост (маршрут) охорони, яким визначається перелік майна, що підлягає охороні (у визначених випадках — обороні), обумовлюються основні та особливі обов'язки працівника поліції охорони з урахуванням конкретних умов несення служби на посту (маршруті) охорони.